# Euclidia glyphica
Euclidia glyphica là một loài bướm đêm thuộc họ Erebidae. Nó được tìm thấy ở hầu hết miền Cổ bắc.

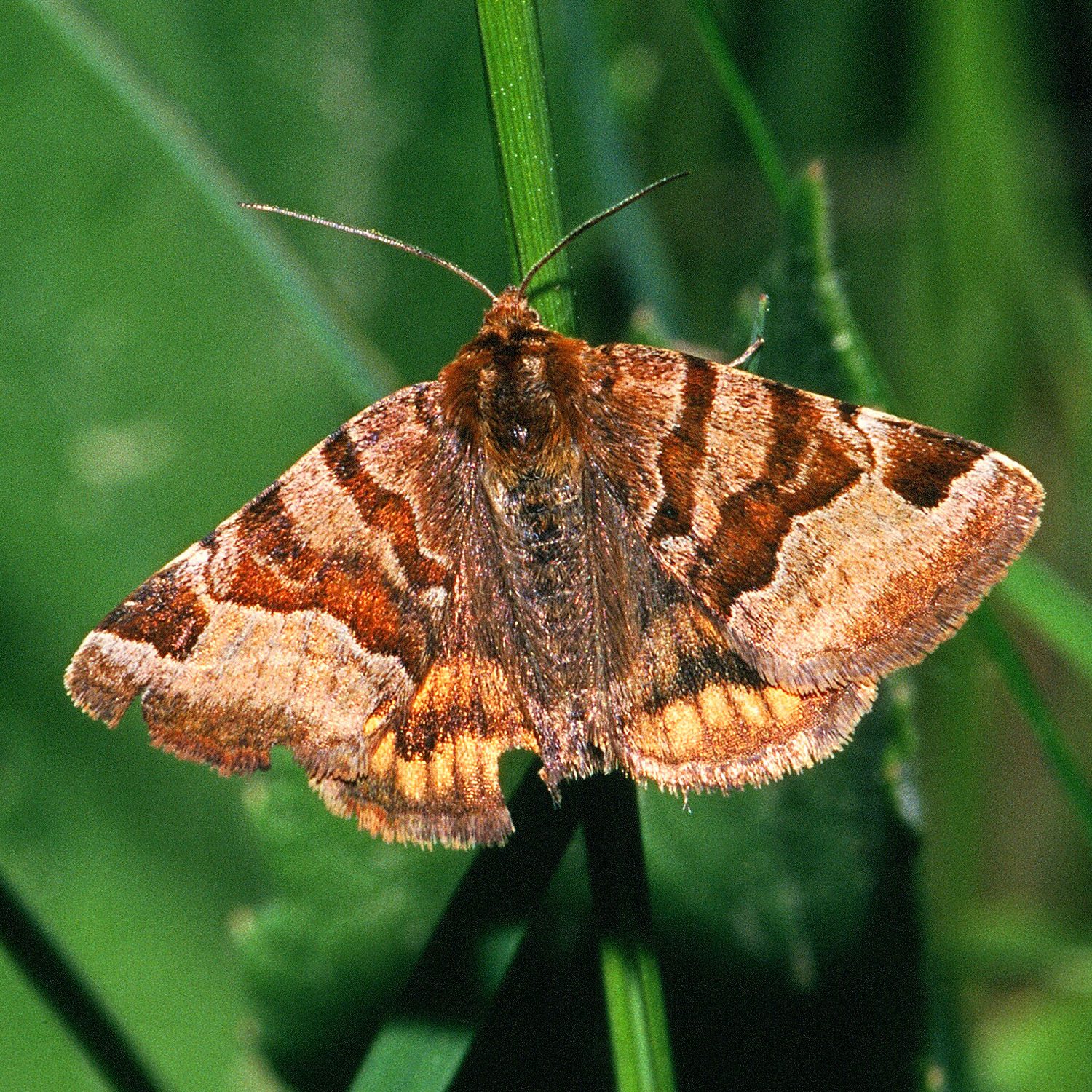

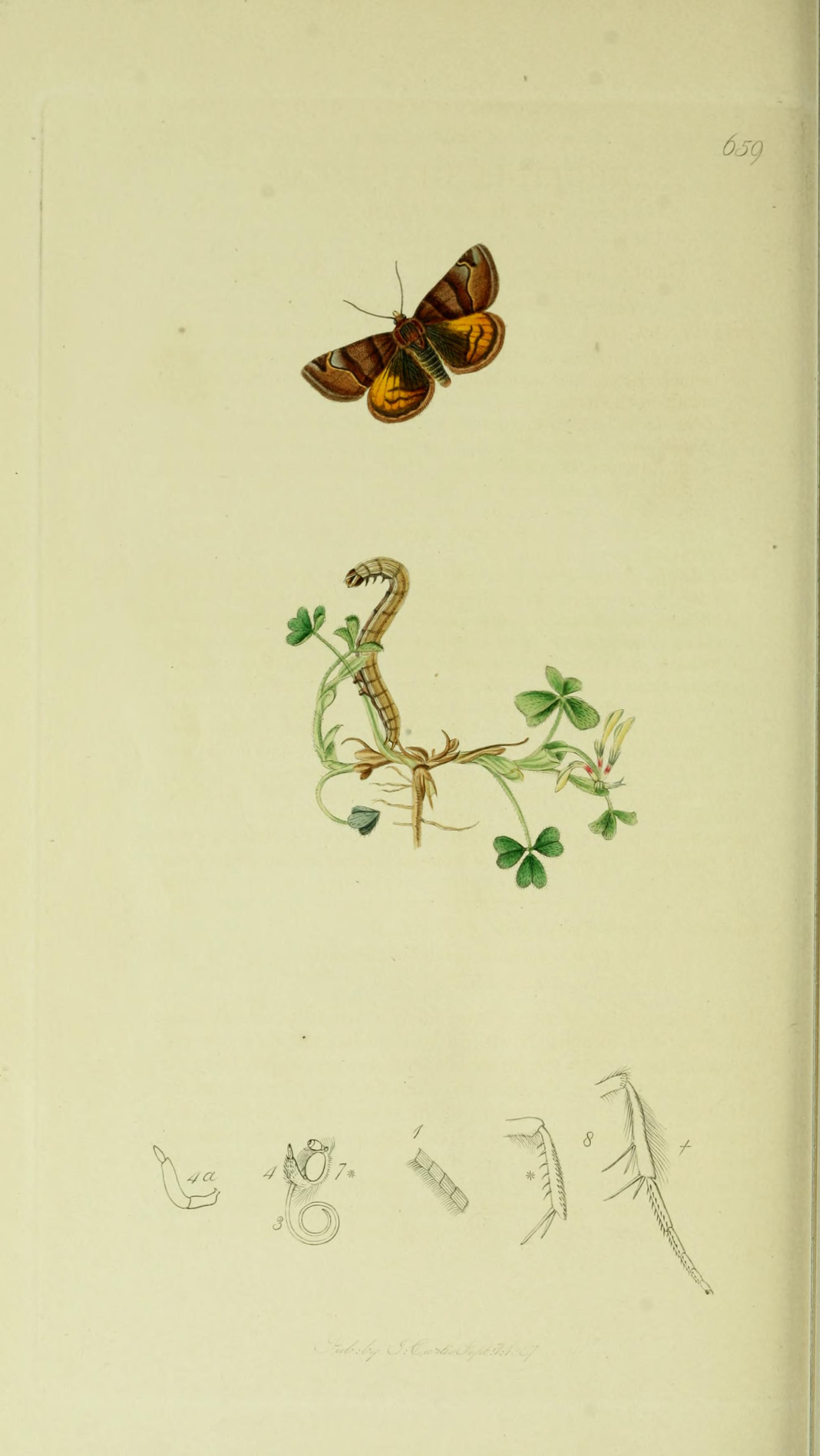
Minh họa từ John Curtis's British Entomology Volume 5

Ấu trùng ăn các loài Viola, Trifolium và Trifolium.

## Hình ảnh

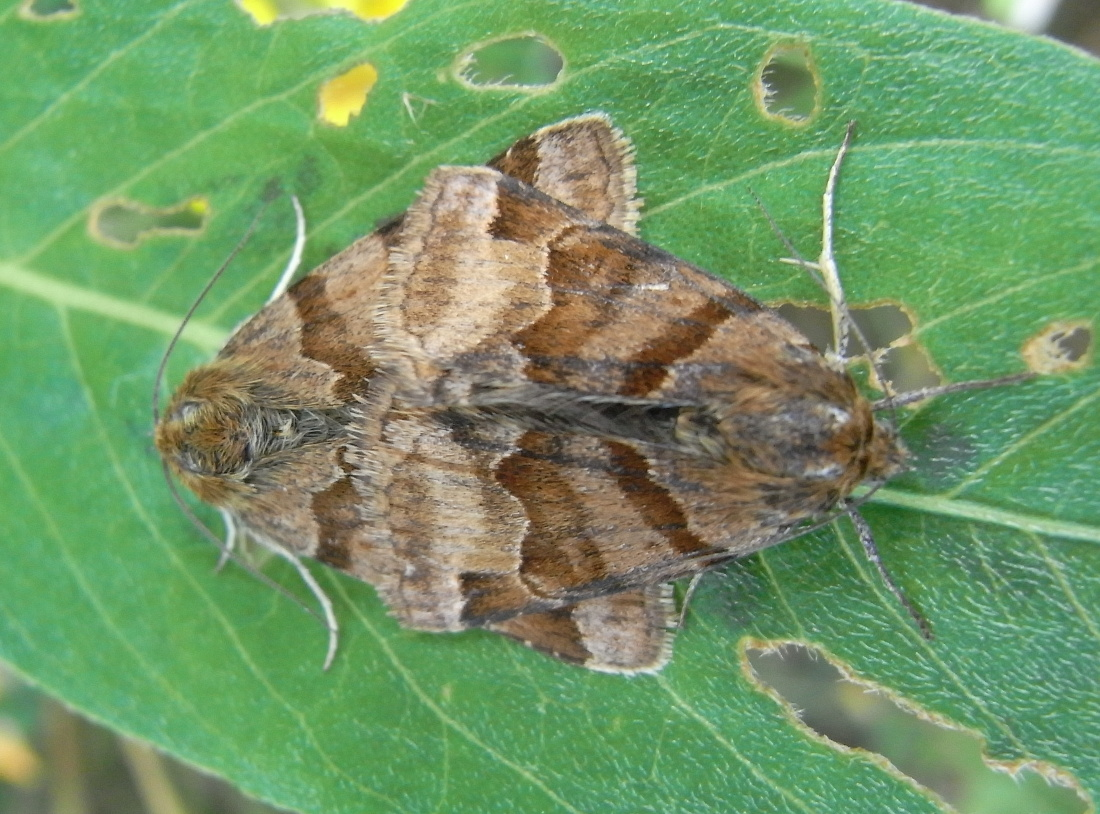
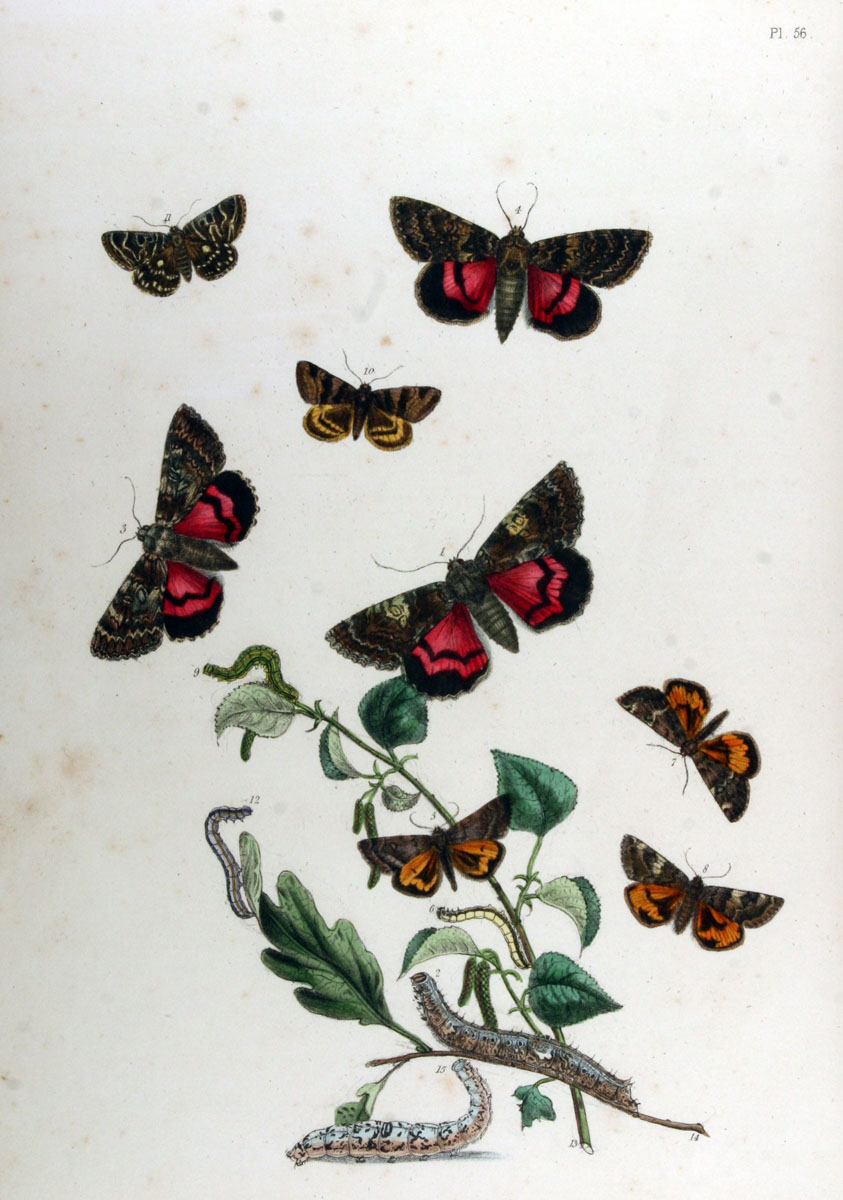
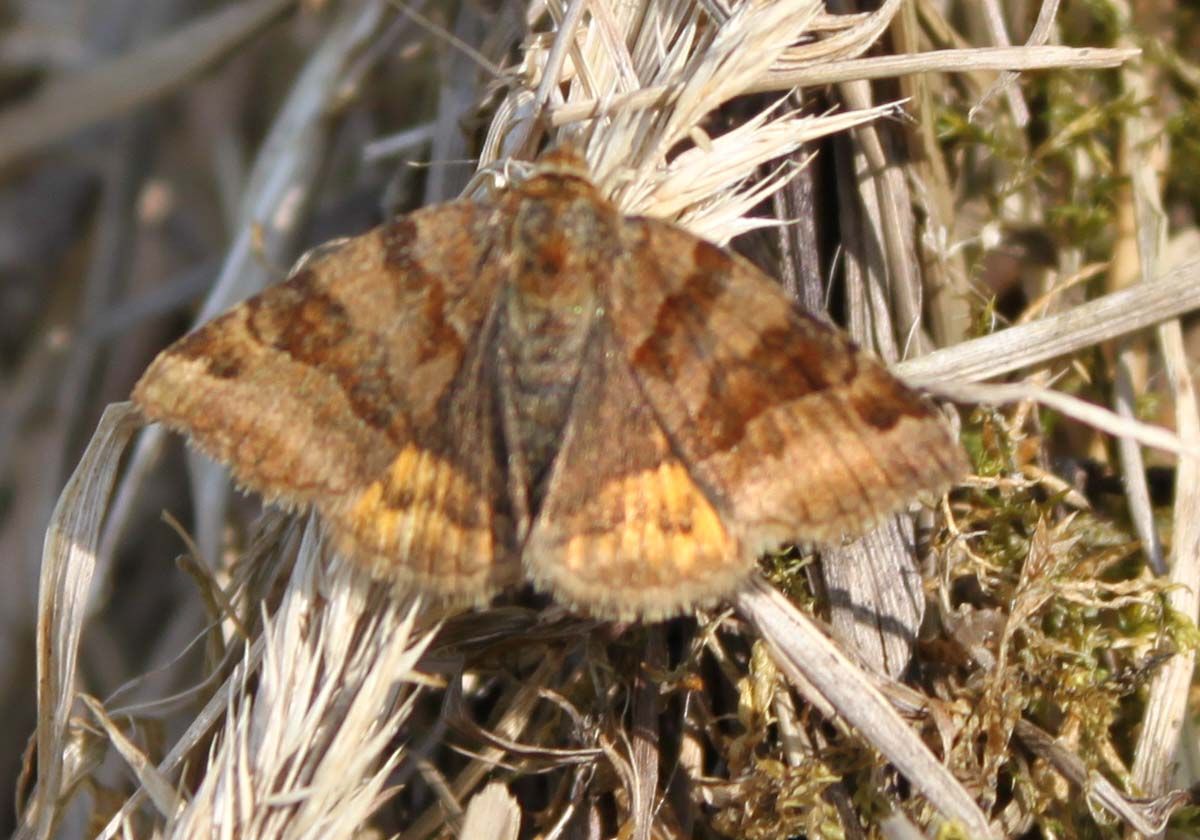
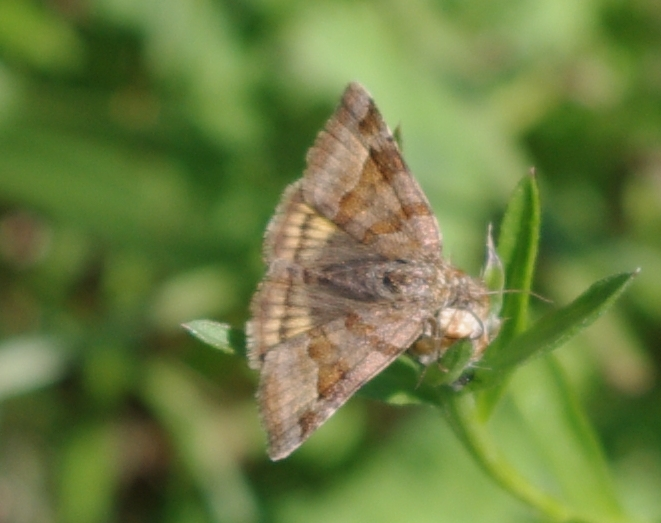